# Neozygina potosiensis
Neozygina potosiensis är en insektsart som beskrevs av Dietrich och Dmitry A. Dmitriev 2007. Neozygina potosiensis ingår i släktet Neozygina och familjen dvärgstritar. Inga underarter finns listade i Catalogue of Life.